# فندق ميلينيوم بلازا (دبي)
فندق ميلينيوم بلازا هو فندق 5 نجوم الفاخرة لمس ناطحات السحاب في دبي وعلى شارع الشيخ زايد تواجه مركز دبي المالي بالقرب دبي الدولي التقليدية ومركز المعارض  وهي إحدى الشركات التابعة الفنادق ميلينيوم وكوبثورن التي تدير أيضا فندق كوبثورن وكنجزجيت سلاسل الفنادق الذي مقرها في لندن بدأ فندق ميلينيوم بلازا عملياتها في 15 يناير 2012.

## التاريخ
بدأ فندق ميلينيوم بلازا دبي من قبل مجموعة ميلينيوم وكوبثورن كجزء من خطط التوسع في منطقة الشرق الأوسط وميلينيوم وكوبثورن تمتلك وتدير فنادق في سبع علامات تجارية: غراند ميلينيوم وميلينيوم وغراند كوبثورن وكوبثورن وفندق M وستوديو M وكنجزجيت ويأتي الفندق تحت اسم راية «الميلينيوم».
تم انتهاء من فندق بنائه بحلول منتصف عام 2011 وفتح أبوابه للجمهور يوم 15 يناير 2012.

## الموقع
يعق فندق ميلينيوم بلازا في دبي في قلب مدينة دبي على شارع الشيخ زايد ويمكن الوصول إليها مباشرة من خلال قطارات مترو الانفاق في المدينة ويحتوي على 11 كيلومترا بالسيارة من مطار دبي الدولي وكما تتمتع مقربة من دبي الدولي التقليدية ومركز المعارض.

## المرافق

### غرف للضيوف وقاعات المؤتمر
يضم فندق ميلينيوم بلازا برج-65 طابقا ويتكون الفندق من 398 غرفة وجناح ويقدم العديد من المتغيرات من الغرف والأجنحة وفقا لاختيار وغرفة متفوقة وغرفة ديلوكس وغرفة عائلية وغرفة نادي العليا وغرفة بريميوم نادي وجناح ديلوكس وأجنحة تنفيذية هي الأساليب العصرية في الغرف المعروضة من اجل زيادة الرفاهية وبصرف النظر عن أن الفندق حوالي 12 قاعات المؤتمرات وقاعات اجتماعات قادرة على الجلوس 20-150 شخص.

### الطعام
يقدم الفندق خيارات لتناول الطعام في مترو ومقهى اتريوم وصالة بركة إنفينيتي والمترو هو مطعم بوفيه الدولي طوال اليوم والتي تخدم في الغالب آسيا والبحر الأبيض المتوسط والمأكولات الغربية مع مرفق محطات الطهي الحية ويقع مقهى آتريم في طابق الردهة التي تقدم نوعا من القهوة والشاي وصالة على السطح تقدم ذيول وهمية والوجبات الخفيفة للضيوف.

## الخدمات / وسائل الراحة
صالة نادي تقع في الطابق ال61 يقدم خدمات مجانية لضيوفها وكما أنها تمتلك وسائل الراحة الأعمال البارزين بما في ذلك خدمات سكرتارية والمساعدة تكنولوجيا المعلومات وخدمة البريد السريع والمساعدة في الأعمال التجارية وغيرها 
مرافق رعاية الأطفال - أطفال الرضع وارتفاع الكرسي والقائمة المتخصصة والخدمات التي يقدمها الفندق بإضافة وكما يتوفر ناد صحي مع سبا للنزلاء.

## المعالم السياحية
برج خليفة أطول من صنع الإنسان هيكل على الأرض موجود في مقربة من الفندق وأيضا في التقارب وثيقة - سوق دبي للذهب وأكوا ونشر الحديقة المائية.

## الجوائز والمبادرات
شاركت فندق ميلينيوم بلازا دبي في أجهزة الصراف الآلي عام 2012 لدعم دائرة السياحة والتسويق التجاري وقد حصل فندق ميلينيوم أفضل 5 نجوم جائزة الأعمال / فندق الشركات (الذهب) في MENA جوائز السفر لعام 2013 وميلينيوم وكوبثورن للفنادق والمنتجعات الشرق الأوسط فازت جماعي جائزة «Gold SABREللسفر والسياحة الفئة» في جائزة 8 السنوي EMEA SABRE التي كتبها المجموعة هولمز 